# Elisabeth Schirle
Elisabeth Schirle (* 29. Februar 1936 in Bettringen, Schwäbisch Gmünd, Deutschland) ist seit 1993 Regionaloberin des Säkularinstitutes der Frauen von Schönstatt in Südamerika und Präsidentin des Kuratoriums der Schönstattheiligtümer in Campanario (Chile) und Belén de Escobar (Argentinien). Als Regionaloberin leitet sie etwa 50 Frauen von Schönstatt ganz Lateinamerikas aus verschiedenen Gründungsorten in Chile, Brasilien, Argentinien, Ecuador, Paraguay, Mexiko und Puerto Rico.